# ブグスク島

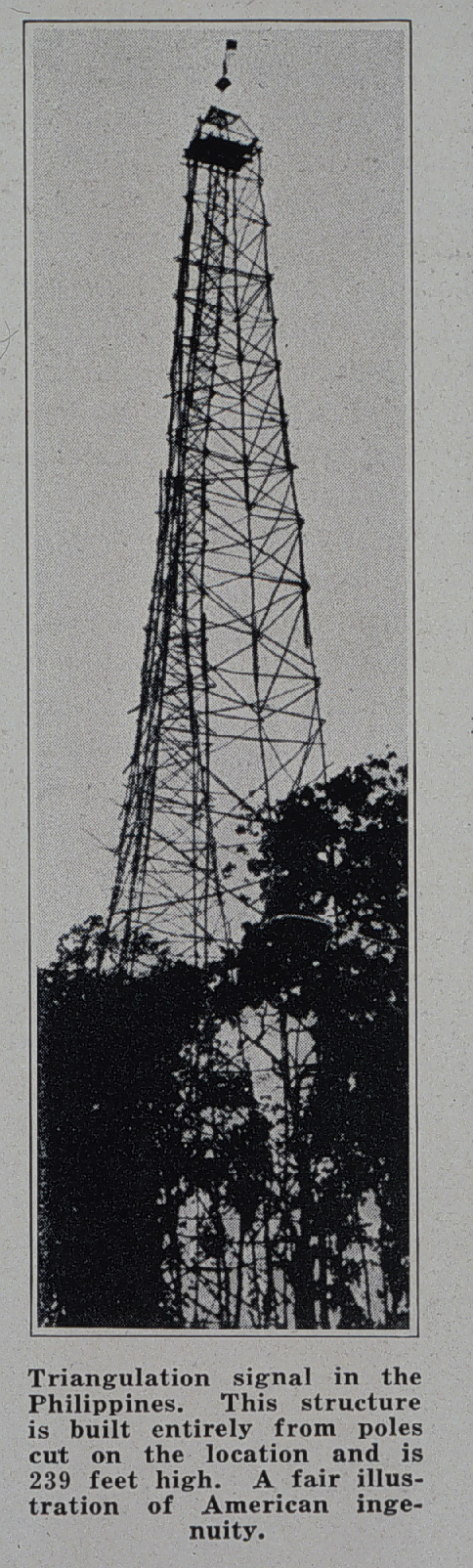
ブグスク島に建設された73mの塔

ブグスク島はフィリピン、パラワン諸島南部の島。バラバク島の北東、パラワン島の南に位置している。パラワン州、バラバクに属しており、島内全域が島名と同じブグスクの地区に含まれている。面積は119 km2。
島内東部には農業用の小さな飛行場が存在する。

## 歴史
第2次世界大戦中の1944年8月13日、USSフライアーは浮上偵察中に触雷沈没した。生存者は爆発の発生時に艦橋やデッキにおり、18時間泳いでブグスク島近郊の環礁にたどり着いた。それから3日間、彼らは泳いでほかの2つの島に渡り、生存者の8人がブグスク島に到着した、その後フィリピン人ゲリラによる助けを受けた。フライアーの搭乗員は潜水艦から脱出できた6人を含む78人が死亡した。

## 註
1. ↑  ussflier.com